# 세곡중학교
세곡중학교(細谷中學校)는 대한민국 서울특별시 강남구 자곡동에 있는 공립 중학교이다.

## 학교 연혁
- 2012년 12월 27일 : 서울특별시립학교 설치 조례(제5433호)에 의한 설립
- 2013년 3월 1일 : 초대 심갑섭 교장 취임
- 2013년 3월 4일 : 제1회 입학식(14학급, 251명)
- 2013년 5월 8일 : 개교식
- 2014년 2월 6일 : 제1회 졸업식(남자 28명, 여자 28명 총 56명)
- 2014년 3월 1일 : 자유학기제 연계 진로탐색집중학년제 연구학교 지정
- 2022년 3월 1일 : 제5대 정진선 교장 취임
- 2023년 1월 3일 : 제10회 졸업식(12학급 남자 182명, 여자 176명 총 358명)
- 2023년 3월 2일 : 제11회 입학식(13학급 남자 190명, 여자 206명 총 396명)

## 참고 자료
- 세곡중학교 - 한국교육학술정보원 학교알리미